# Supersexy Swingin' Sounds
Supersexy Swingin' Sounds es un álbum de remixes de la banda estadounidense de groove metal White Zombie, publicado por Geffen Records en 1996. La mayoría de remixes del álbum son de canciones del disco Astro-Creep: 2000 de 1995. Las versiones distribuidas en Wal-Mart y K-Mart muestran a una mujer en traje de baño en la portada, mientras que en el resto de versiones la misma mujer aparece totalmente desnuda.

## Lista de canciones
Todas las letras escritas por Rob Zombie, toda la música compuesta por White Zombie, excepto "I'm Your Boogie Man", de KC and the Sunshine Band. 
| N.º | Título                                                                     | Remixer              | Duración |  |
| 1.  | «Electric Head Pt. 2 (The Ecstasy)» (Sexational After Dark mix)            | Charlie Clouser      | 5:00     |  |
| 2.  | «More Human than Human» (Meet Bambi in the King's Harem mix)               | Charlie Clouser      | 4:20     |  |
| 3.  | «I, Zombie» (Europe in the Raw mix)                                        | John Fryer           | 3:59     |  |
| 4.  | «Grease Paint and Monkey Brains» (Sin Centers of Suburbia mix)             | The Dust Brothers    | 4:16     |  |
| 5.  | «Blur the Technicolor» (Poker from Stud to Strip mix)                      | Mike "Hitman" Wilson | 5:16     |  |
| 6.  | «Super-Charger Heaven» (Adults Only mix)                                   | John Fryer           | 5:19     |  |
| 7.  | «El Phantasmo and the Chicken-Run Blast-O-Rama» (Wine, Women and Song mix) | Charlie Clouser      | 4:00     |  |
| 8.  | «Blood, Milk and Sky» (Miss September mix)                                 | P.M. Dawn            | 4:49     |  |
| 9.  | «Real Solution #9» (Mambo Mania mix)                                       | Charlie Clouser      | 4:53     |  |
| 10. | «Electric Head Pt. 1 (The Agony)» (Satan in High Heels mix)                | The Damage Twins     | 4:04     |  |
| 11. | «I'm Your Boogie Man» (Sex on the Rocks mix)                               | The Dust Brothers    | 4:49     |  |

## Créditos
- John Tempesta – batería
- Sean Yseult – bajo
- Jay Yuenger – guitarra
- Rob Zombie – voz

## Listas de éxitos
| Lista (1996)                      | Posición |
| --------------------------------- | -------- |
| Australia (ARIA)                  | 49       |
| Nueva Zelanda (Recorded Music NZ) | 29       |
| Suecia (Sverigetopplistan)        | 54       |
| Estados Unidos (Billboard 200)    | 17       |

## Posicionamiento
| Región         | Fecha | Sello  | Formato        | Catálogo  |
| -------------- | ----- | ------ | -------------- | --------- |
| Estados Unidos | 1996  | Geffen | CD, Casete, LP | GEF 24976 |